# Edmund Butler
Edmund Butler (†Cashel, 5 de marzo de 1551) fue un prelado católico irlandés, religioso trinitario, arzobispo de Cashel, político e hijo ilegítimo de Piers Butler de Ormonde.

## Biografía
Edmund Butler nació en el seno de una familia de la nobleza irlandesa, su padre fue Piers Butler, VIII conde de Ormond. Estudió en la Universidad de Oxford e ingresó en la Orden de la Santísima Trinidad. En 1524 fue nombrado por el papa Clemente VII arzobispo de Cashel, con permiso para retener el priorato de Athassel. Fue consagrado el 3 de enero de 1525. Fue miembro del consejo privado de Irlanda, celebró un sínodo provincial en Limerick en 1529 y, tras la disolución de las casas religiosas en Irlanda, entregó la abadía de Athassel a la corona.
Butler juró el juramento de supremacía en Clonmel a principios de 1539. Estuvo presente en el parlamento de Dublín en 1541, que promulgó el estatuto que confiere el título de "Rey de Irlanda" a Enrique VIII y sus herederos. La comunicación dirigida al rey sobre este tema, con la firma del Arzobispo de Cashel. Butler participó en Limerick en la promulgación de las ordenanzas para el gobierno de Munster. Las referencias a Butler y sus procedimientos relativos a asuntos públicos en los distritos de Irlanda con los que estuvo conectado se encuentran en la correspondencia gubernamental inglesa de su tiempo. Butler murió el 5 de marzo de 1551 y fue enterrado en la catedral de la Roca de Cashel.